# Giuseppe Mezzofanti

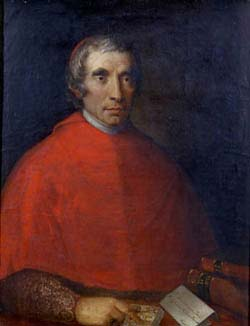
Giuseppe Caspar Mezzofanti

Giuseppe Caspar Mezzofanti (Bologna, 17 september 1774 - Napels, 15 maart 1849) was een Italiaans kardinaal en polyglot.

## Studie en carrière
Mezzofanti voltooide zijn studie theologie voordat hij zijn minimumleeftijd had bereikt om gewijd te kunnen worden als priester, wat uiteindelijk gebeurde in 1797. In hetzelfde jaar werd hij professor Arabisch aan de Universiteit van Bologna. Deze post zou hij later verliezen omdat hij weigerde de eed van trouw af te leggen aan de Cisalpijnse Republiek die Bologna in die tijd regeerde.
In 1803 werd Mezzofanti aangesteld als assistent bibliothecaris van het Instituut van Bologna en kort erop werd hij aangesteld als professor Oriëntalistiek en Grieks. De leerstoel werd opgeheven door de onderkoning in 1808 en weer gerehabiliteerd bij de restauratie van Paus Pius VII in 1814. Hij behield deze post totdat hij Bologne in 1831 verliet en naar Rome ging voor de Congregatie voor de Evangelisatie van de Volkeren. In 1833 volgde hij Angelo Mai op als hoofdconservator van de Biblioteca Apostolica Vaticana. In 1838 werd hij benoemd tot kardinaal van St. Onofrio al Gianicolo en directeur van de studies van de Congregatie.

## Talenkennis
Mezzofanti staat bekend om de beheersing van 38 talen en 40 dialecten. Hij beheerste de volgende talen goed tot uitstekend: Arabisch, Aramees, Armeens, Chinees, Deens, Duits, Engels, Frans, Grieks, Hebreeuws, Hongaars, Illyrisch, Italiaans, Koptisch, Latijn, Maltees, Nieuwgrieks, Nederlands, Perzisch, Pools, Portugees, Russisch, Schots, Spaans, Tsjechisch, Turks, Welsh en Zweeds. Daarnaast verstond hij ook nog enkele talen die hij minder goed beheerste.
- Bibliothèque nationale de France: cb155108693 (data)
- Gemeinsame Normdatei: 118783696
- International Standard Name Identifier: 0000 0000 6138 175X
- Library of Congress Control Number: no2006072204
- Nationale Bibliotheek van Tsjechië: jx20120220019
- Nationale Bibliotheek van Polen: a0000001233644
- Nederlandse Thesaurus van Auteursnamen: 152145508
- Istituto Centrale per il Catalogo Unico: SBLV201906
- SNAC: w6xm17z7
- Système universitaire de documentation: 122887441
- Virtual International Authority File: 61855730
- WorldCat: E39PBJbtr33B7cpq3DT47x6Yfq